# Атетоз
Атетоз (грец. athetos — нестійкий; інколи атетоїд) — вид гіперкінезу, симптом, для якого характерні повільні тонічні скорочення м'язів рук, ніг, дистальних ділянок кінцівок (пальці), а іноді, у деяких випадках шиї та язика, що зовні схоже на повільного ритму вигадливі «черв'якоподібні» рухи, які інколи називають атетоїдними рухами.[джерело?] Вони виникають у спокої і під час довільних рухів, посилюються під впливом емоцій. Атетоз найчастіше розвивається при ураженні головного мозку — шкаралупи з дискоординацією функції блідої кулі, субталамічного і червоного ядер. Цей симптом не зустрічається окремо, часто супроводжує дитячий церебральний параліч, оскільки є результатом цього захворювання. Процедури лікування атетозу у наш час не дуже ефективні, і в більшості випадків вони просто спрямовані на «усунення» неконтрольованого руху тіла, а не на саму причину хвороби.

## Клінічні ознаки
Атетоз може варіюватися від легкої до важкої дисфункції мозку; це, як правило, характеризується незбалансованими, мимовільними рухами м'язів і складністю збереження симетричної постави тіла. Асоційована дисфункція мозку може обмежуватися якоюсь частиною або поширюватися на все тіло залежно від індивідуума та ступеня тяжкості симптому. Найяскравіше виражені ознаки можна спостерігати в кінцівках (важкі судоми рук — корчі). Атетоз може проявлятися вже на 18 місяці з моменту народження, першими ознаками є труднощі харчування, гіпотонія, спазми та мимовільне смикання рук, ніг та м'язів обличчя, які поступово погіршуються через підлітковий вік і в періоди емоційного стресу можуть сильно загостритися [3]. Атетоз обумовлений ураженнями у декількох ділянках мозку, у таких як гіпокамп, таламус, а також смугасте тіло; тому діти у ранньому віці можуть страждати від серйозних порушень комунікативних функцій, таких як слабка голосова система, порушення зору, втрата слуху та відсутність балансу тіла при сидінні. Хоча, доречно наголосити, більшість людей з атетозом мають нормальний або майже нормальний інтелект.

## Причини
Атетоз є симптомом, перш за все викликаним омертвінням або дегенерацією базальних гангліїв. Ця дегенерація найчастіше викликана ускладненнями при народженні людини або хворобою Гантінгтона. Іноді у рідкісних випадках може розвинутися у дорослому віці внаслідок інсульту або фізичною травми мозку. Двома ускладненнями, що представляють особливий інтерес, є інтранатальна асфіксія та неонатальна жовтяниця. Асфіксія спричинює пошкодження базальних гангліїв через брак кисню і недостатню кількість живильних речовин.

## Історія
У 1853 році атетоз був уперше описаний Жаном-Мартеном Шарко, який класифікував це захворювання (назви не дав) як форму хореї. Але праця так і не була надрукована, і була забута до 1878. У цьому році Пол Оулмонт захистив свою кандидатську дисертацію на тему Атетоз, яка ґрунтувалася якраз на роботі Шарко, в якій описано подвійний атетоз.
На час захисту дисертації Оулмонта атетоз був відомий як «Хвороба Гаммонда» за монографією Вільяма Олександра Гаммонда «Хвороби нервової системи», що вийшла у 1871 році до друку.
В. О. Гаммонд — першим дав хворобі термін «атетоз» від грецької — «без позиції» . У початковому описі атетозу Гаммондом ступінь неконтрольованого руху обмежувався пальцями рук і ніг. У зв'язку з цим він зазначав, що нижня частина ніг і передпліччя пацієнтів часто згиналися і рухалися, як правило, вельми повільно.
До кінця ХХ століття, визначення атетозу було дещо розширено. Воно почало включати у себе характерні атетозу судомні рухи шиї, язика, обличчя і навіть тулуба. Поряд з розширенням кількості симптомів прийшло й визнання того, що ця хвороба є складовою частиною багатьох інших захворювань, включаючи церебральний параліч та інсульт.